# Два овала
«Два овала» — абстрактная картина русского художника Василия Кандинского, написанная в 1919 году и хранящаяся в Русском музее в Санкт-Петербурге, Россия.

## Анализ
В конце 1910-х годов, на фоне продолжающейся в России Гражданской войны, Кандинский создаёт несколько абстрактных композиций с овалами. Эти работы, хоть и кажутся абсолютно свободными от каких-либо предметных ассоциаций, вызывают у зрителя чувство сопричастности к реальности. Маленькие купола церквей, поля и корабли связывают эти музыкальные образы с переживаниями автора, которые были вызваны реальными жизненными событиями. Кандинский решает доработать свои композиции и превратить их в большое полотно, написанное маслом, в котором можно заметить предпосылки к предметности в виде ярких пятен и линий. Одна из таких работ, выполненная в стиле постимпрессионизма, посвящена его ученице и возлюбленной. Так, наряду с «миром природы», появляется новый «мир искусства» — очень реальный, предметный мир, созданный художником.